# جيوفري ويلسون (لاعب كريكت)
جيوفري ويلسون (21 أغسطس 1895 - 29 نوفمبر 1960) (بالإنجليزية: Geoffrey Wilson)‏ هو لاعب كريكت بريطاني (وحمل سابقاً جنسية المملكة المتحدة لبريطانيا العظمى وأيرلندا).

## وصلات خارجية
- جيوفري ويلسون على موقع إي آس بي آن كريك إنفو (الإنجليزية)